# Досекин, Василий Сергеевич
Васи́лий Серге́евич Досе́кин (1829—1900) — известный русский фотограф 1850-х — 1890-х годов. Выполнил значительное количество фотопортретов известных людей Российской Империи — от Петра Чайковского до членов Императорской фамилии.

## Биография
Потомственный дворянин, подпоручик. Участвовал в Крымской войне, на которой был ранен. В 1864 году в Курске на Московской улице (дом Томарова) открыл своё первое фотографическое заведение. В 1856 году направляется в Харьков для лечения. В Харькове Досекин в ноябре 1857 года открыл фотографическую мастерскую. В мастерской он делал портреты местных жителей, а также виды города и окрестностей. В 1875 году открывает ещё одно фотографическое заведение в Москве на Тверской улице
Василий Сергеевич Досекин сделал серию фотоснимков с видами Харькова конца 1850-х — начала 1860-х годов. Снимки серии светло-коричневого оттенка (сепия), имеют размеры 5,5 × 8 сантиметров, располагаются на твёрдой картонной подложке. На фотографиях серии большая глубина резкости. Фотографии Досекина были использованы в книге А.Н. Гусева «Историко-справочный путеводитель» и книге Дмитрия Багалея «История города Харькова за 250 лет».
Фотомастерская Досекина пользовалась широкой популярностью. Он построил фотокопировальню с самым современным оборудованием. Перешёл с калотипии на влажный коллодий, что позволило добиться высокого качества негативов. Участвовал в фотовыставках, неоднократно награждался почётными медалями. На фотографической выставке в Берлине в 1865 году удостоен медали за портреты. В 1872 г. на Политехнической выставке в Москве награждён золотой медалью «за портреты в рост».

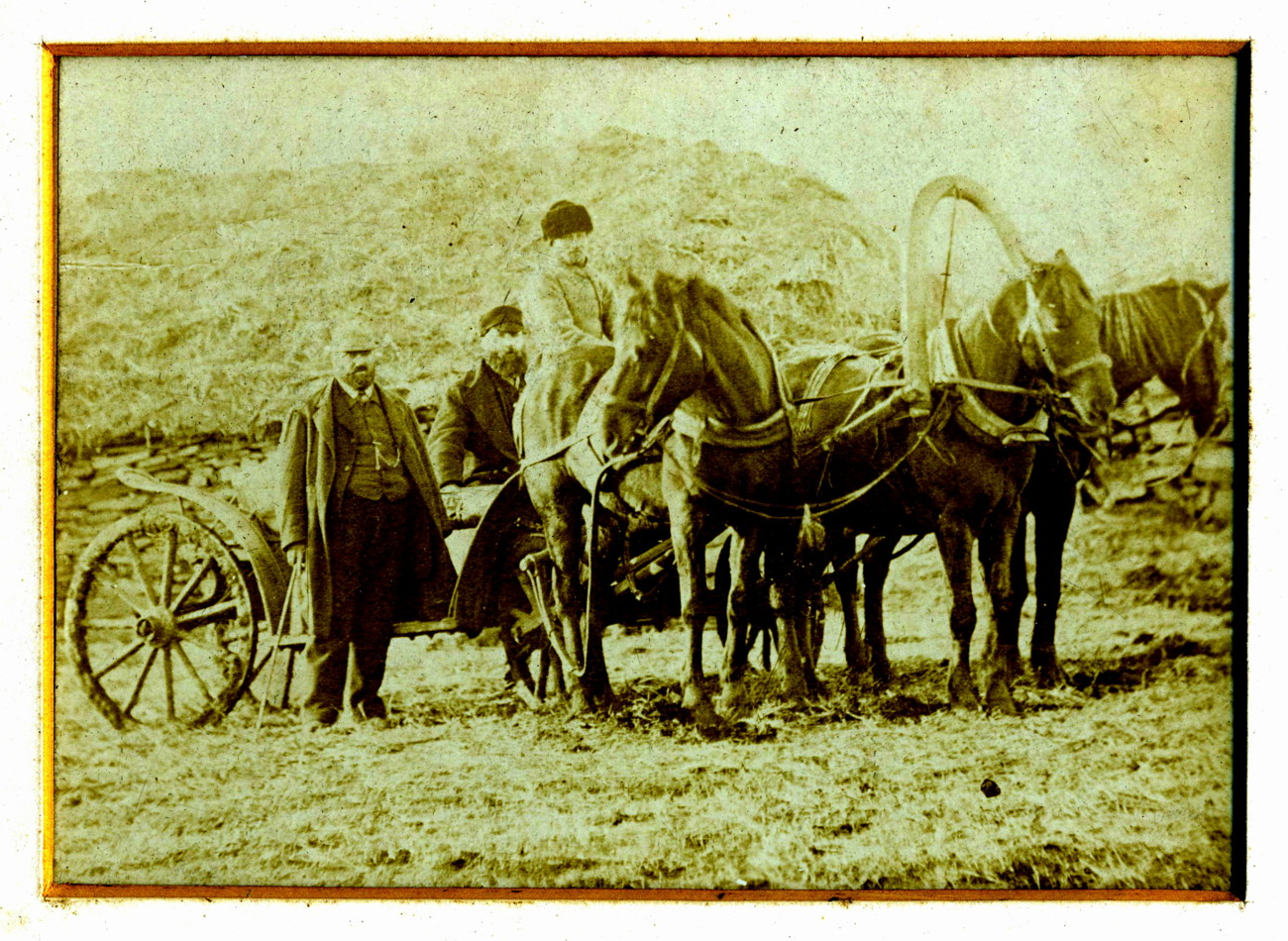
Русская тройка недалеко от Юзовки

Досекин, кроме фотостудии, также был владельцем кирпичного завода, который он открыл в начале 1873 года вместе с армейским другом — капитаном Аркадием Ивановичем Иониным. Завод находился возле Саржина Яра. Стал купцом 2-й гильдии.
В 1886 году Василий Сергеевич Досекин открыл фотографическую мастерскую в Москве. Его сын Николай Васильевич Досекин продолжал заниматься фотографией в фотомастерской отца.
Василий Сергеевич Досекин умер в мае 1900 года. 8 мая 1900 он был похоронен в Харькове на Иоанно-Усекновенском кладбище. После смерти Василия Сергеевича одна из улиц Харькова на Шатиловке — в районе, названном по садам его дочери Марии Шатиловой — была названа его именем. Позже она была переименована в улицу Ленина.
Среди портретов, выполненных Досекиным, фотографии декабриста А.Е. Розена, актрисы Евлалии Кадминой, педагога Христины Алчевской, архитектора Алексея Бекетова, городского головы Москвы Николая Алексеева и многие другие.

## Фотографии работы Досекина

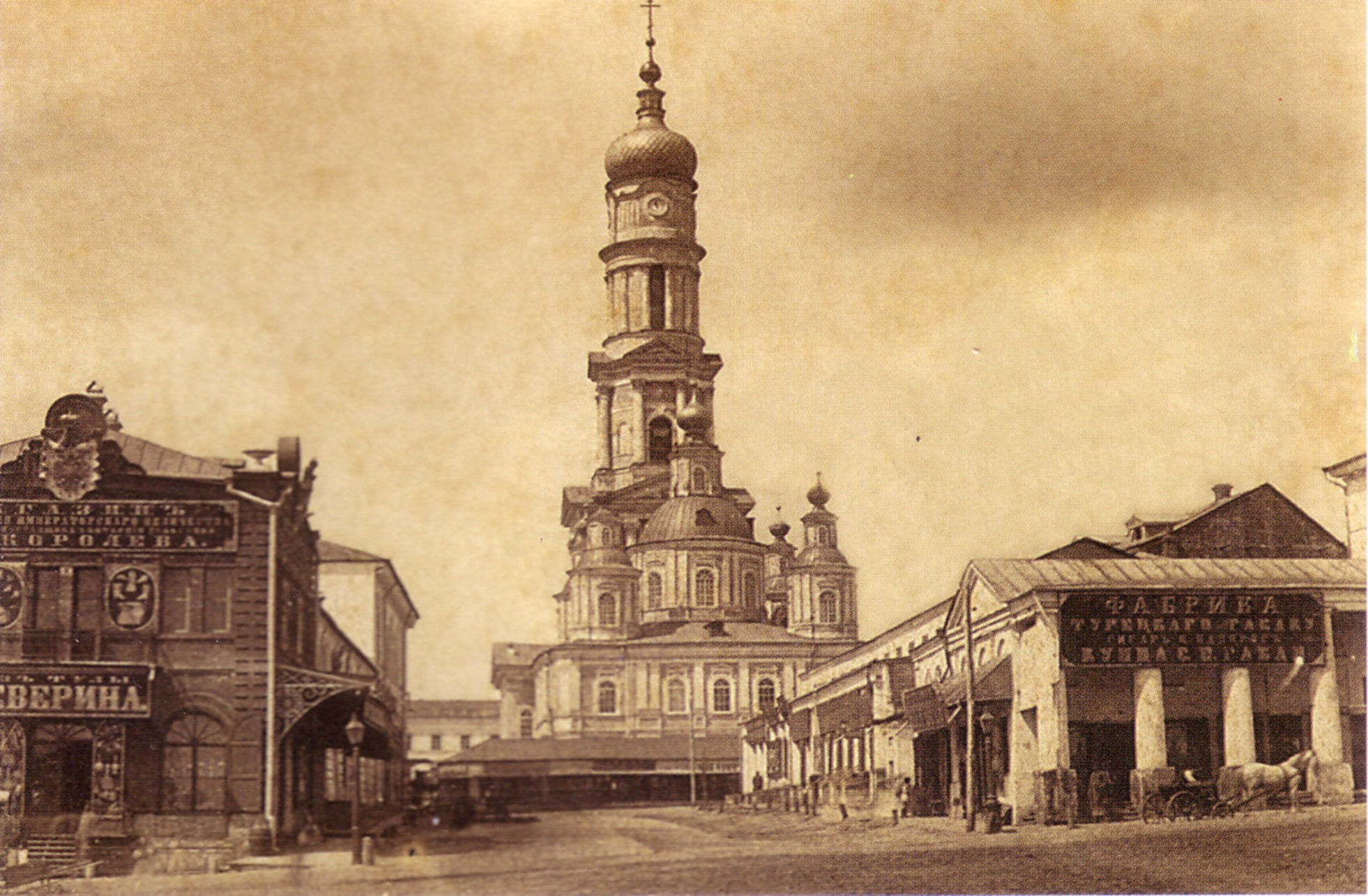
Успенский собор с Московской улицы. 1860-е
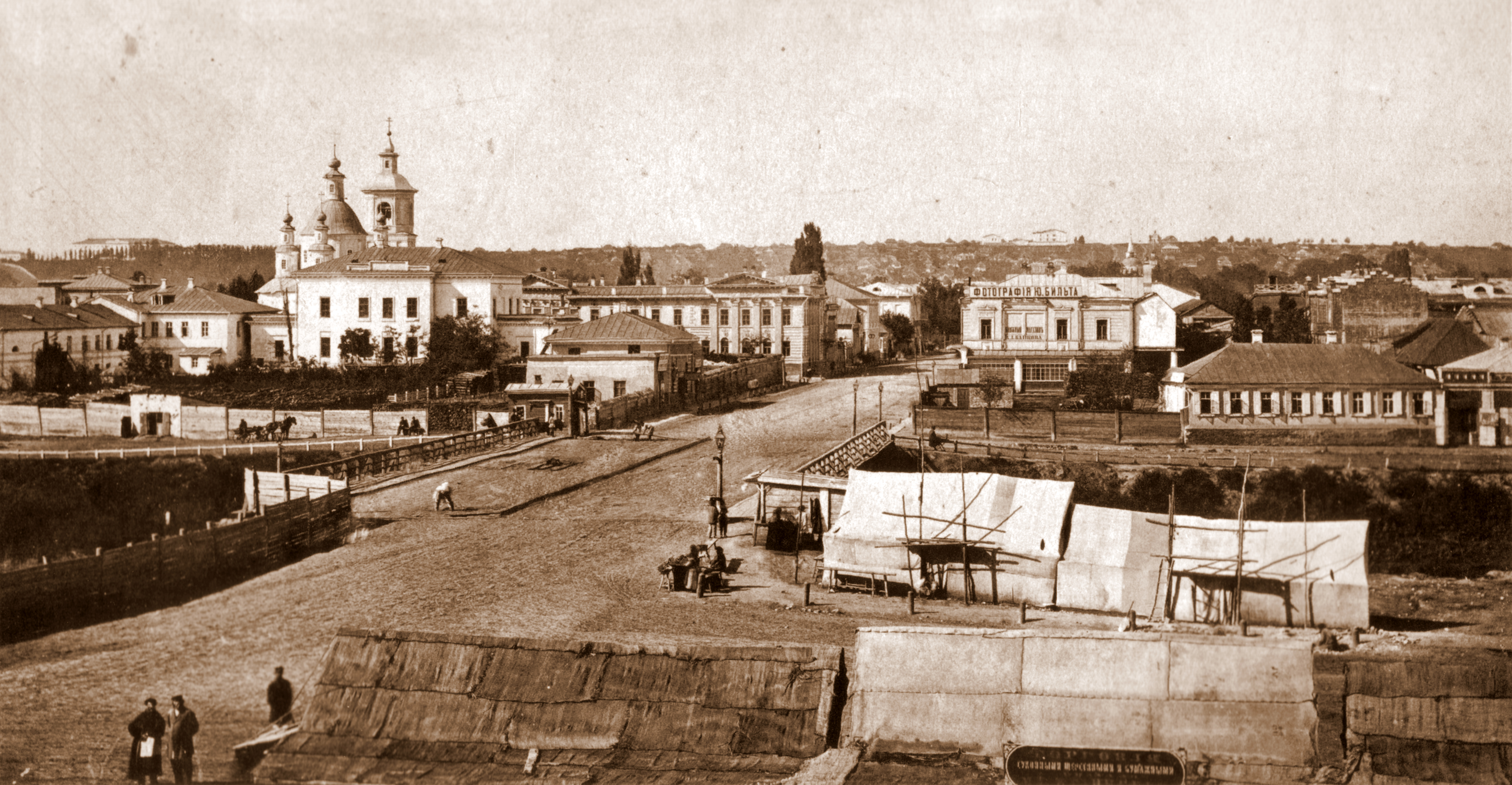
Екатеринославская улица с Университетской горки. 1879
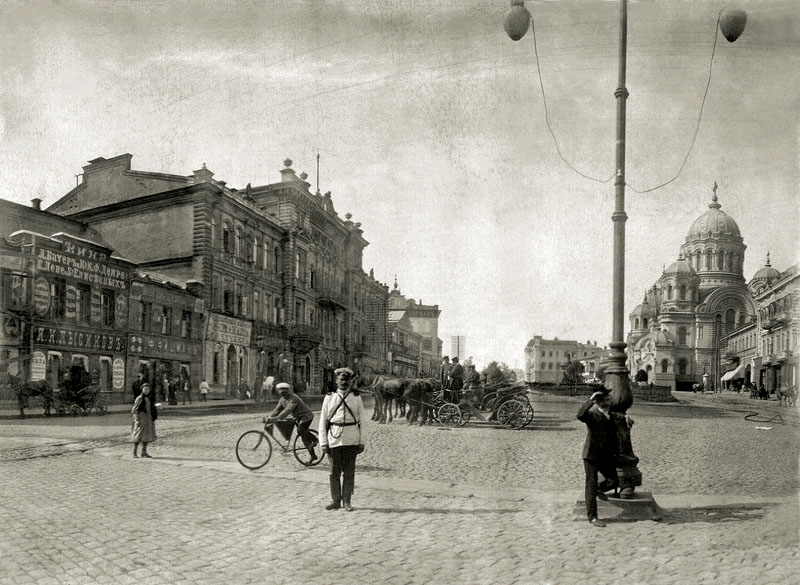
Николаевские площадь и собор. Левая сторона площади, 1896
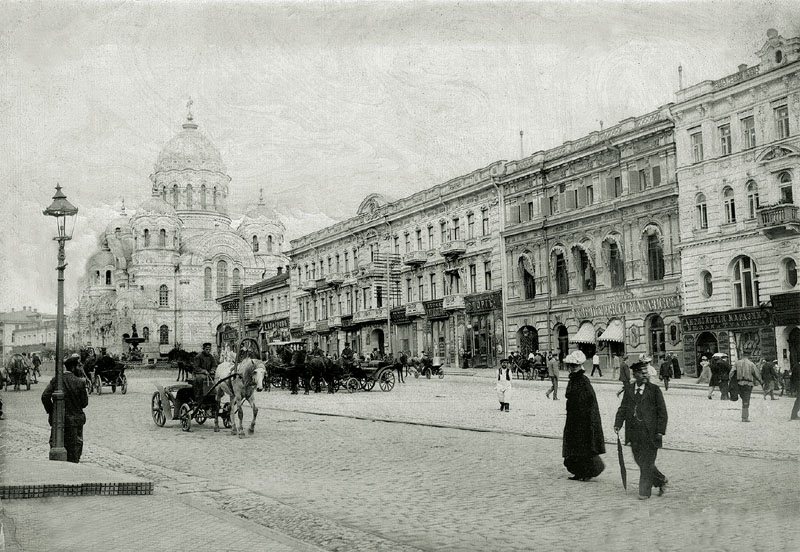
Николаевские площадь и собор. Правая сторона площади, 1896

## Портреты известных людей России

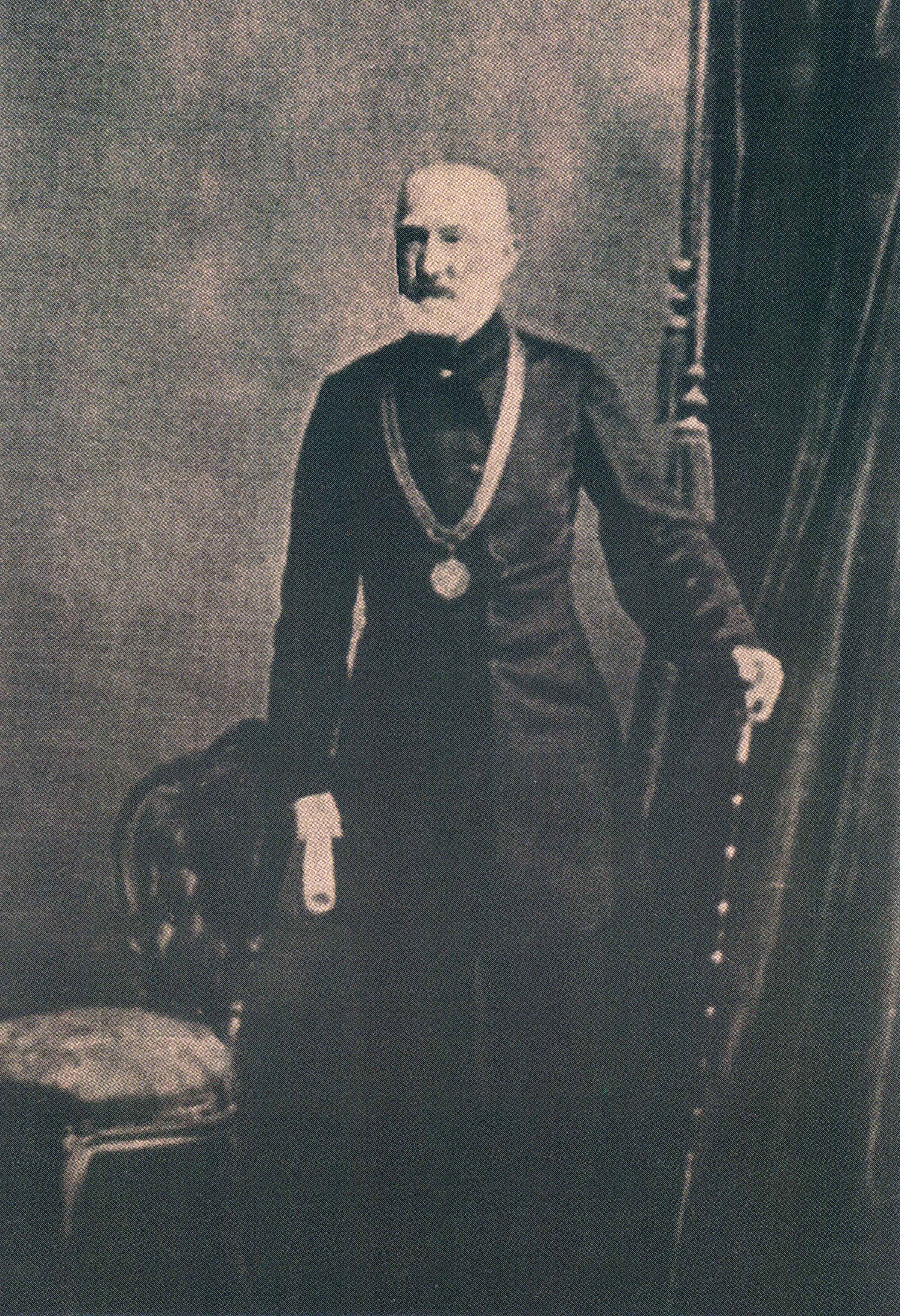
Декабрист барон Андрей Розен (1860-е)
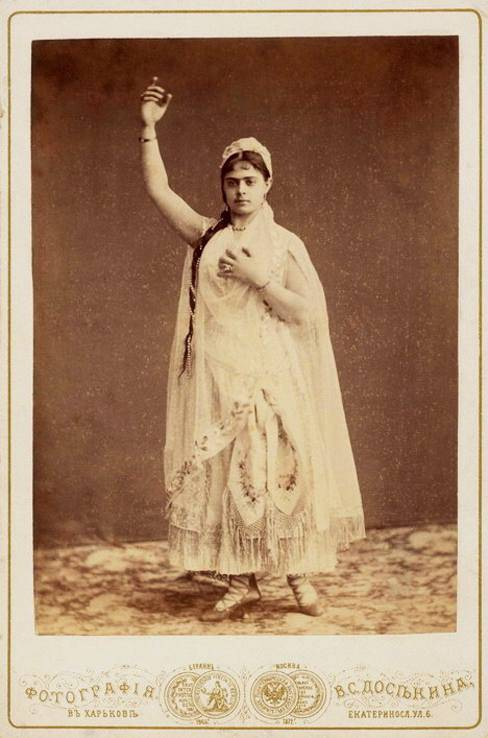
Актриса Евлалия Кадмина
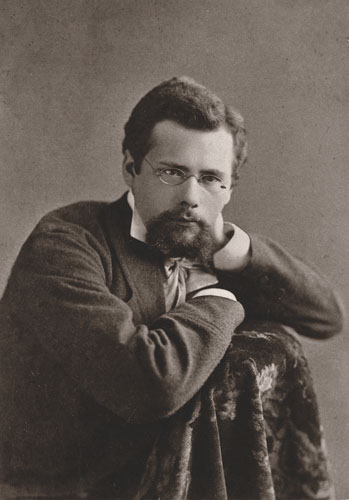
Владимир Бахрушин
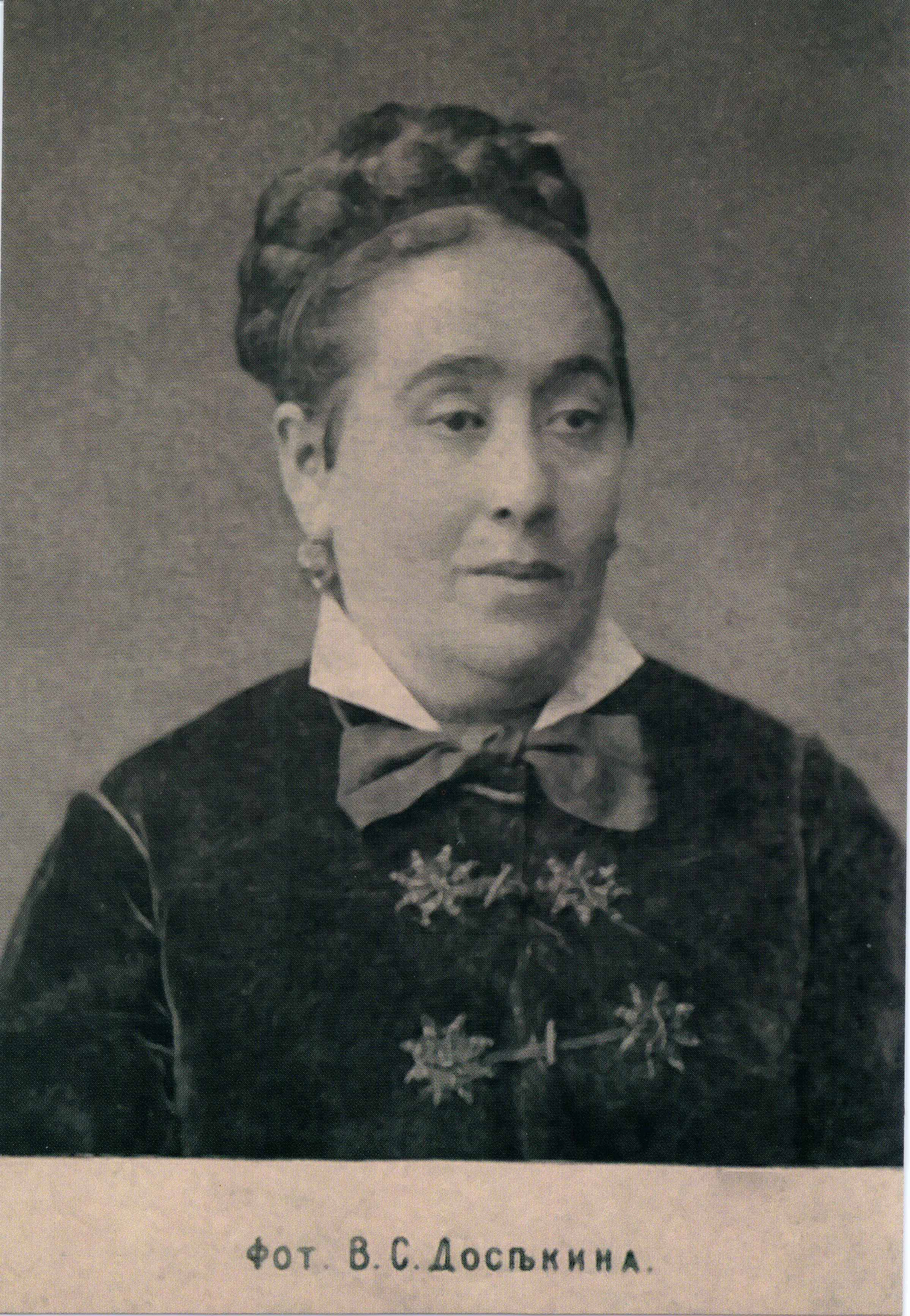
Педагог Христина Алчевская
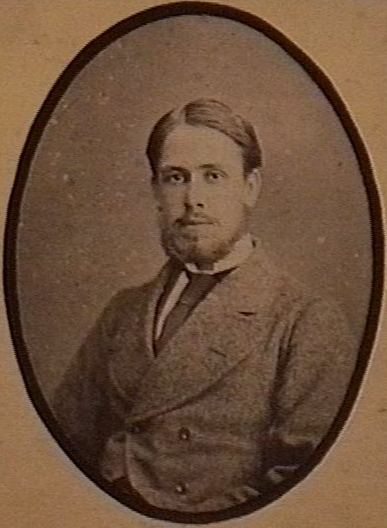
Промышленник Артур Юз
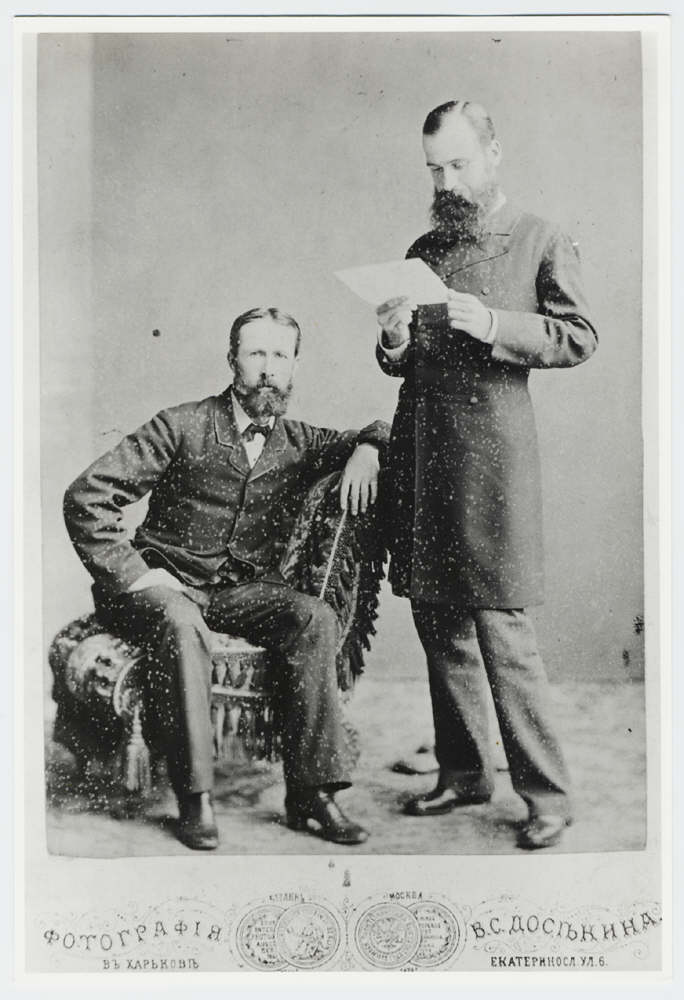
Сыновья Джона Юза: Юз Джон Джеймс младший (сидит) и Юз Айвер — директора-распорядители Юзовского завода Новороссийского общества

## Паспарту Досекина

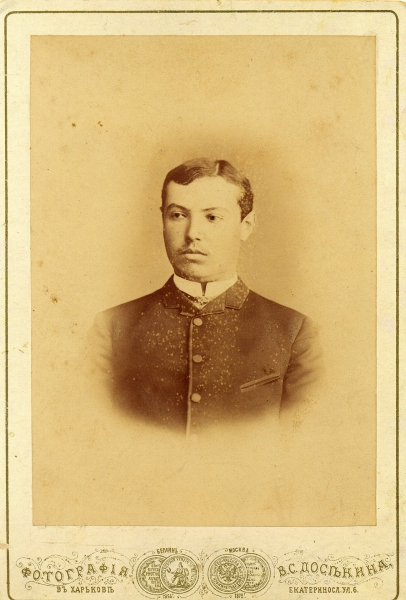
Лицевая сторона фотокарточек Досекина. Портрет мужчины, 1887
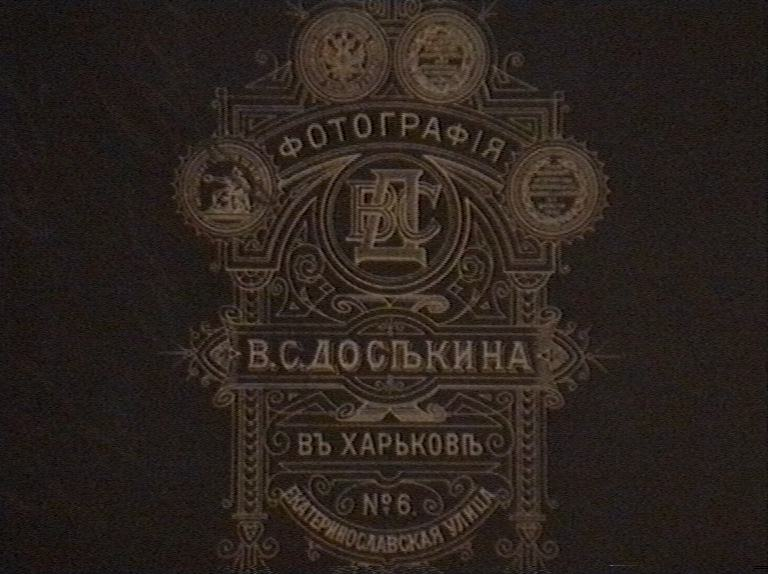
Обратная сторона фотокарточек Досекина
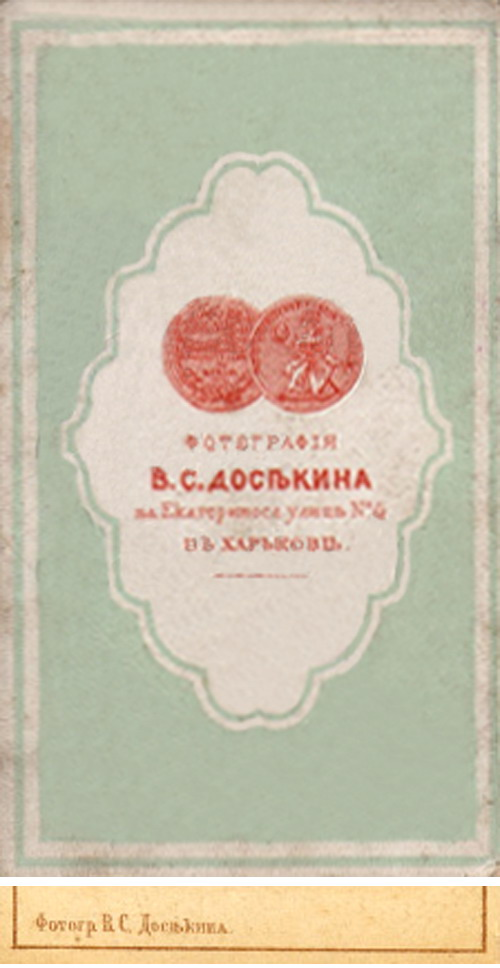
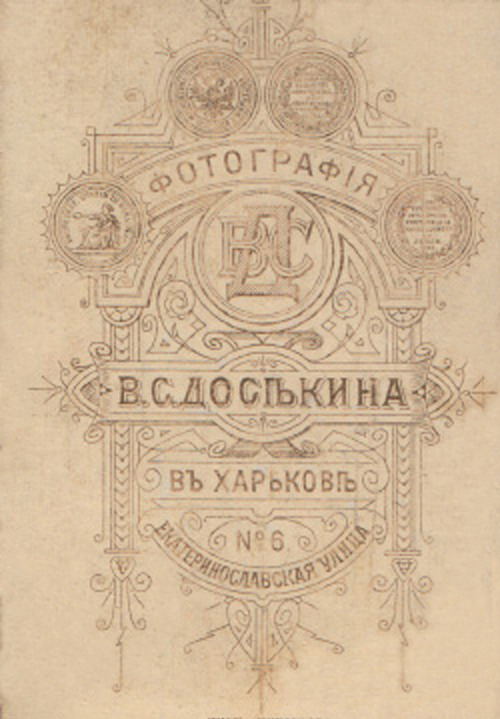
Паспарту с эмблемой Досекина

## Исторические факты
- Дочь Досекина Мария, в замужестве Шатилова, унаследовала от отца большой сад. Потому местность, где он был расположен, в самом начале XX века начали называть Шатиловой дачей, или попросту Шатиловкой. Тянувшийся от ипподрома до реки Лопань через Сумскую и Клочковскую улицы яр, отделявший Шатиловку от города (засыпан в 1930-х годах), также называли Шатилов яр.
- Мастерская Досекина находилась в двухэтажном доме на улице Сумской, 3. Сам он жил по Сумской, 90. Мария Шатилова после замужества жила в доме мужа на Мироносицкой, 53.